# Indian Summer (album)
Indian Summer er det 9. studiealbum af den danske sanger og sangskriver C.V. Jørgensen. Albummet blev udgivet på pladeselskabet CBS Records i 1988. Albummet er produceret af C.V. Jørgensen. 
Titelsangen "Indian Summer" er indspillet af Sort Sol på albummet Fog Things og af Thåström på albummet 12 Bud på CV.

## Sange
Alle tekster og musiker er skrevet af Carsten Valentin Jørgensen, bortset fra track 1, 7, 8 og 9, hvor musikken er af Valentin/Hybel).
| 1. | "Livet Er Lykken"         | 4:16 |
| 2. | "Some Like It Hot"        | 4:46 |
| 3. | "Alle Mine Bagmænd"       | 4:22 |
| 4. | "Natmænd I Modlys"        | 4:16 |
| 5. | "Det Regner I Mit Hjerte" | 4:19 |

| 1. | "Lokomotivation" | 5:14 |
| 2. | "Babylon"        | 5:24 |
| 3. | "Tempo + Timing" | 4:50 |
| 4. | "Indian Summer"  | 5:46 |

## Medvirkende
Musikere
- C.V. Jørgensen - sang, guitar
- Gert Smedegaard - trommer
- Lars Hybel - guitar, el-bas
- Nils Henriksen -  guitar, keyboards, el-bas
- Pete Repete - organ, keyboards

- Nana Lüders - sang/kor track 3, 6 og 7
- Jacob Andersen - percussion track 3 og 4

Teknik og pladecover
- Flemming Hansson, Mads Kærså, Niels Erik Lund - Lydteknikere
- Annemarie Albrectsen - Pladecover
- Fotos - Piotr